# Arthur Bento
Arthur Bento Buczmiejuk (ur. 8 czerwca 2004 w São Paulo) – brazylijski siatkarz, reprezentant kraju, grający na pozycji przyjmującego.
Jego rodzina przeprowadziła się z Brazylii do Kanady w 2010 roku. Jego ojciec Mauricio Buczmiejuk uprawiał pływanie długodystansowe. Jest synem byłej siatkarki plażowej i trenerki Adriany Bento Buczmiejuk. Do 36 roku życia brała udział w turniejach w siatkówce plażowej w kadrze narodowej Brazylii. Jego siostra Sophie zakończyła karierę siatkarską na Uniwersytecie w Toronto. Jego dziewczyna Eduarda, również gra w siatkówkę.

## Sukcesy klubowe
Puchar Brazylii:
- 2022[6], 2025[7]

Klubowe Mistrzostwa Ameryki Południowej:
- 2022[8], 2023[9]

Liga brazylijska:
- 2022, 2023[10]

Klubowe Mistrzostwa Świata:
- 2023[11]

## Sukcesy reprezentacyjne
Mistrzostwa Ameryki Południowej Juniorów:
- 2022[12]

Liga Narodów:
- 2025[13]

## Udział siatkarza w pozostałych międzynarodowych turniejach w reprezentacji Brazylii
| Turniej                     | Miejsce               | Rok       |
| --------------------------- | --------------------- | --------- |
| Mistrzostwa Świata Kadetów  | 7. miejsce            | 2021      |
| Mistrzostwa Świata Juniorów | 7. miejsce 6. miejsce | 2021 2023 |
| Puchar Panamerykański       | 8. miejsce            | 2022      |
| Liga Narodów                | 6. miejsce 7. miejsce | 2023 2024 |

## Nagrody indywidualne
- 2022: MVP i najlepszy przyjmujący Mistrzostw Ameryki Południowej Juniorów[20]